# Stříbrné Hutě

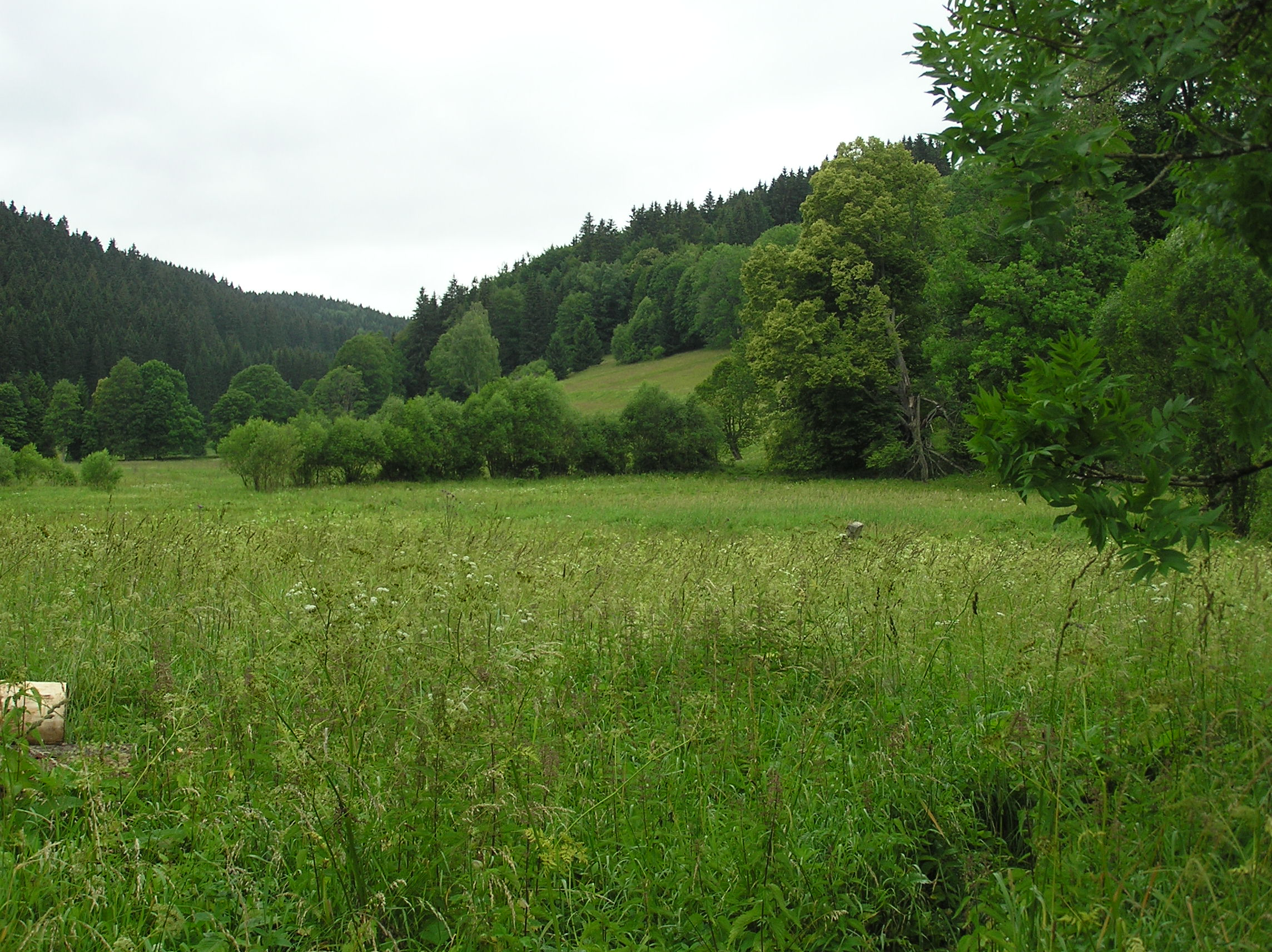

Stříbrné Hutě (deutsch Silberberg, wörtlich Silberhütte) war eine Siedlung am Ufer der Lainsitz im Gratzener Bergland in Tschechien, etwa 2 Kilometer nordöstlich des Ortes Pohorská Ves (Theresiendorf).

## Geschichte der Siedlung
Bereits früher soll in der Nähe des Ortes Silberbergbau betrieben worden sein. Folglich bekam auch jener Ort, der ab 1783 am Ufer der Lainsitz bestand, den deutschen Namen Silberberg. Die um eine Glashütte entstandene Arbeitersiedlung ist Josef Meyr zu verdanken, der die Glashütte zwischen 1782 und 1812 innehatte. Danach produzierte die Glashütte noch bis 1881. Im Ort angesiedelt waren auch drei Glasschleifereien mit insgesamt bis zu 50 Arbeitern, wobei die letzte ebenfalls 1881 aufgelöst wurde. Damals standen 19 Häuser, in denen 81 Deutsche und 50 Tschechen wohnten. Im Jahr 1921 wird von 16 Häusern und 123 Einwohnern berichtet. Nach dem Zweiten Weltkrieg wurden die noch verbliebenen Reste von Silberberg dem Erdboden gleichgemacht.
Kaiser Franz I. besuchte den Ort und die Glashütte im Jahr 1810. Der Dichter Robert Hamerling verbrachte seine Kindheit teilweise in Silberberg bei seinem Onkel, einem Glasmacher.

## Glashütte Silberberg (1782–1881)
Josef Meyr erhielt 1782 die Erlaubnis und finanzielle Unterstützung zur Errichtung einer Glashütte von der Gratzener Herrschaft. Es wurde überwiegend Hohl- und Kristallglas hergestellt, wobei die Glashütte nicht nur im Kaisertum Österreich einen sehr guten Ruf besaß, sondern durchaus auch mit Glas aus England konkurrieren konnte. Das in der Hütte hergestellte Rubinglas wurde sogar über Ost- und Nordseehäfen weiter verschifft. 1812 wurde der Pachtvertrag der Glashütte von Graf Georg Franz August von Buquoy nicht mehr verlängert, da er die Absicht hatte, die blühende Glashütte selbst zu betreiben. Josef Meyr sollte sein Verwalter werden. Meyr brach jedoch mit den besten Arbeitern nach Winterberg auf, um dort eine neue Glasmanufaktur zu gründen. Die Gräflich Buquoy'sche Glashütte in Silberberg produzierte aber weiterhin Gläser, die nach Wien, Triest, Frankreich, Deutschland und Russland verkauft wurden. Im Jahr 1855 wurden die Produkte auf der ersten Pariser Weltausstellung ausgezeichnet. Als der Absatz aber immer mehr zurückging, wurden zunächst einige Glasöfen stillgelegt, und 1881 wurde die Hütte schließlich ganz geschlossen.